# Zarándokturizmus
A zarándokturizmust vagy vallási turizmust az élményturizmus egy specifikus alágának  tekinti a szakirodalom. Egyrészt az élményközpontúság magának a vallásnak is központi jellemzője. (Sulyok-Mártonné 2014), másrészt egyre vonzóbbá válik a vallási helyek és jelenségek autentikussága.
A 21. századi turizmus legmeghatározóbb kategóriája az úgynevezett „élményturizmus” amely szerint, az utazók a 20. században bevált, McDonaldizált utazásokkal (Ritzer 2004) szemben, ma olyan turisztikai élményekre vágynak, ahol minden, amit a fogyasztó tapasztal az autentikus.
A turisták és zarándokok megkülönböztetésére vonatkozó szakirodalomban két alapvető paradigma különíthető el.
- Az első és szélesebb körben elterjedt szerint a kettő nagyon hasonló, majdhogynem ugyanaz, hiszen mind a zarándokok, mind pedig a turisták – kívülről nézve – többé kevésbe azonos módon utaznak, fogyasztanak és veszik igénybe az infrastruktúrát.
- Ezzel szemben foglalnak állást azok, akik a motivációk eltérő jellege miatt azt állítják, hogy a zarándokok nem turisták. A mély szakrális motiváció által vezérelt turistákat megkülönböztetik azoktól, akiknek a rekreáció, az élmény vagy éppen a tanulás a motivációjuk.
- Az utazók egyik kategóriából könnyen válthatnak a másikba. Vagyis a zarándokok nagy része először teljesíti a rituális gyakorlatokat, majd utána kvázi kisétál a tengerpartra, hogy felfrissüljön. Így először a vallási, majd pedig a rekreációs kategóriába sorolható.[1]

A vallási turizmus „olyan nemzetközi utazás, amelynek elsődleges célja vallási szempontból jelentős helyek, útvonalak és fesztiválok meglátogatása, vagy vallási tevékenység (vallási konferencia, lelkigyakorlat, keresztény táborok stb.). Ugyanakkor − annak ellenére, hogy vallási jelentőséggel is bírnak − nem sorolhatók ide azon ősi helyek (inka templomok, piramisok) meglátogatása, amelyeket általában a kulturális turizmus körébe sorolhatunk.”
A zarándokok motivációját vizsgálva  nyolc alapvető motiváció különíthető el: kérés, köszönet, elcsendesülés, testi-lelki egészség fenntartása, lelki-aszkézis, találkozni vágyás a látnokokkal, vallási élmény keresése, és végül kíváncsiság. Giurati-Myers-Donnach kérdőíves kutatásukra támaszkodva pedig három típusba sorolták az utazókat: praktikus (testi-lelki egészségi), lelki aszketikus és világi utazó.
A vallási és a hagyományos turizmus viszonyát elemezve Anna Trono szerint megfigyelhető az a folyamat, amely során a „zarándok-ipar” reflektál és igazodik a turisztikai szükségletkehez és a fogyasztói igények kielégítéséhez.
A profán és a transzcendens termékek, szolgáltatások között kvázi dialektikus viszony figyelhető meg, amely során a szolgáltatók egyszerre elégítik ki a hagyományos-, élményturisták identitás-transzformáló illetve a vallási turisták tisztán szakrális igényeit.
Az elmúlt 30 évben jelentős növekedés ment végbe. Ennek két mozgatórugója van: a keresztény és muszlim vallást gyakorlók száma nő, illetve azok száma is, akik utazásuk során vallási elemeket építenek be az útitervükbe.
A jelenleg jelzett vagy legalább térképen kijelölt hazai utak (főútvonalak és mellékútvonalak) hossza megközelítőleg 4829 km hosszú, amely alatt 743-szor halad át valamely magyarországi településen (a közös szakaszokat és kereszteződéseket is beleszámolva, tehát a ténylegesen érintett települések száma valamivel kevesebb, de nagyságrendileg azonos), de további útvonalak várnak még kijelölésre, jelzés felfestésére. A Magyarországról is elérhető teljes úthálózat hossza (a magyarországi szakaszokkal együtt) nehezebben meghatározható. Az utak honlapján és kiadványaiban elérhető útvonalleírások és térképek alapján megközelítőleg 8130 km érhető el, ugyanakkor több út leírása is jelzi, hogy valójában sokkal hosszabb útról van szó. Míg például a Szent Márton Út honlapja és elérhető leírásai a külföldi szakaszokkal együtt mindössze 765 km-t foglalnak magukban, addig az út főútvonala önmagában 2500 km-t tesz ki Szombathely és Tours között, alternatív útvonalai pedig önmagukban 4000 km-t, ám a szakaszos jelzettség miatt – bár vállalkozó kedvű zarándokok számára járható – még nem tekinthető késznek az út. A Szent Jakab Út önmagában, illetve a Gyöngyök útjának egyik ága pedig elviekben közvetlen összeköttetésben van Santiago de Compostellával.